# Kletterweltcup 2024
Der Kletterweltcup 2024 begann mit dem Boulder-Wettbewerb in Keqiao (China) am 8. April 2024 und endete mit dem Wettbewerb in Seoul (Südkorea) am 6. Oktober 2024. Im Frühjahr wurde die Serie für die Qualifikationswettbewerbe für die Olympischen Sommerspiele 2024 unterbrochen. Im Anschluss an die Wettbewerbe in Salt Lake City und Innsbruck fanden dort Austragungen des Paraclimbing-Weltcups 2024 statt.

## Gesamtwertung
Die Gesamtwertung des Weltcups erfolgt nach Punkten. Bei Gleichstand werden die Punkte der entsprechenden Plätze addiert und gleichmäßig verteilt. Ein Vorrücken in die Finalrunde (Boulder, Lead) bzw. mindestens das Viertelfinale (Speed) wird durch grüne Hinterlegung gekennzeichnet.

### Lead
Da maximal fünf Wertungen in die Gesamtwertung eingebracht werden können, wurde bei sechs Teilnahmen das jeweils schlechteste Ergebnis gestrichen. 
| Rang | Name            | Platzierungen | Platzierungen | Platzierungen | Platzierungen | Platzierungen | Platzierungen |
| Rang | Name            | W             | I             | C             | B             | K             | S             |
| ---- | --------------- | ------------- | ------------- | ------------- | ------------- | ------------- | ------------- |
| 01   | Toby Roberts    | 01            | 03            | 03            |               | 01            |               |
| 02   | Shion Omata     | 09            | 16            | 05            | 03            | 04            | 03            |
| 03   | Sorato Anraku   | 03            | 10            |               |               | 02            | 01            |
| 04   | Zento Murashita | 04            | 11            | 09            | 01            | 10            | 11            |
| 05   | Sam Avezou      | 12            |               | 02            |               | 03            | 05            |
| 06   | Taisei Homma    | 02            | 06            | 17            | 16            | 25            | 08            |
| 07   | Satone Yoshida  | 11            | 12            | 12            | 02            | 20            | 10            |
| 08   | Sascha Lehmann  | 05            | 09            | 07            |               | 09            | 13            |
| 09   | Shuta Tanaka    | 07            | 05            | 31            | 07            | 17            | 12            |
| 10   | Colin Duffy     | 20            | 04            | 01            |               |               |               |

| Rang | Name           | Platzierungen | Platzierungen | Platzierungen | Platzierungen | Platzierungen | Platzierungen |
| Rang | Name           | W             | I             | C             | B             | K             | S             |
| ---- | -------------- | ------------- | ------------- | ------------- | ------------- | ------------- | ------------- |
| 01   | Jessica Pilz   |               | 04            | 02            |               | 02            | 01            |
| 02   | Janja Garnbret | 01            | 01            |               |               | 01            |               |
| 03   | Ai Mori        |               | 02            | 01            |               |               | 02            |
| 04   | Seo Chae-hyun  | 03            | 03            |               |               | 09            | 04            |
| 05   | Mei Kotake     |               | 16            | 03            | 01            | 25            | 10            |
| 06   | Annie Sanders  |               | 06            | 07            |               | 03            | 03            |
| 07   | Mattea Pötzi   | 20            | 07            | 06            | 03            | 07            | 16            |
| 08   | Laura Rogora   | 06            | 15            |               | 02            | 08            | 13            |
| 09   | Zélia Avezou   | 12            |               | 04            |               | 05            | 19            |
| 10   | Mia Krampl     | 08            | 17            | 08            |               | 11            | 15            |

### Boulder
| Rang | Name              | Platzierungen | Platzierungen | Platzierungen | Platzierungen | Platzierungen |
| Rang | Name              | K             | S             | I             | P             | S             |
| ---- | ----------------- | ------------- | ------------- | ------------- | ------------- | ------------- |
| 01   | Sorato Anraku     | 02            | 01            | 03            | 04            | 14            |
| 02   | Meichi Narasaki   | 06            | 02            | 02            | 14            | 06            |
| 03   | Tomoa Narasaki    | 01            | 09            | 08            | 05            | 10            |
| 04   | Sohta Amagasa     | 29            | 04            | 01            | 27            | 03            |
| 05   | Toby Roberts      | 04            | 07            | 04            | 03            |               |
| 06   | Lee Do-hyun       | 13            |               |               | 01            | 01            |
| 07   | Maximillian Milne | 09            |               |               | 08            | 02            |
| 08   | Ritsu Kayotani    | 16            |               | 06            | 13            | 09            |
| 09   | Chon Jongwon      | 07            |               | 33            | 12            | 05            |
| 10   | Manuel Cornu      | 31            | 11            | 43            | 02            | 20            |

| Rang | Name              | Platzierungen | Platzierungen | Platzierungen | Platzierungen | Platzierungen |
| Rang | Name              | K             | S             | I             | P             | S             |
| ---- | ----------------- | ------------- | ------------- | ------------- | ------------- | ------------- |
| 01   | Natalia Grossman  |               | 01            |               | 01            | 04            |
| 02   | Oceania Mackenzie | 10            | 04            | 12            | 03            | 07            |
| 03   | Mao Nakamura      | 11            | 06            | 04            | 06            | 10            |
| 04   | Annie Sanders     |               | 08            | 03            |               | 01            |
| 05   | Janja Garnbret    | 01            |               | 01            |               |               |
| 06   | Zélia Avezou      | 04            |               |               | 05            | 02            |
| 07   | Naïlé Meignan     |               | 03            | 09            | 02            |               |
| 08   | Anon Matsufuji    | 06            | 10            | 27            | 04            | 11            |
| 09   | Erin McNeice      | 05            |               |               | 10            | 03            |
| 10   | Oriane Bertone    |               | 02            | 07            |               |               |

### Speed
| Rang | Name              | Platzierungen | Platzierungen | Platzierungen | Platzierungen | Platzierungen |
| Rang | Name              | W             | S             | C             | B             | S             |
| ---- | ----------------- | ------------- | ------------- | ------------- | ------------- | ------------- |
| 01   | Samuel Watson     | 02            | 01            | 01            |               | 09            |
| 02   | Matteo Zurloni    | 05            | 04            | 05            | 06            | 04            |
| 03   | Wang Xinshang     | 06            |               | 02            | 10            | 01            |
| 04   | Ludovico Fossali  | 04            |               | 10            | 01            | 25            |
| 05   | Erik Noya Cardona | 21            |               | 03            | 02            | 12            |
| 06   | Ämir Maimuratow   | 19            |               | 06            | 05            | 02            |
| 07   | Wu Peng           | 01            |               |               |               | 06            |
| 08   | Kiromal Katibin   | 03            |               |               |               | 03            |
| 09   | Long Jianguo      | 12            |               | 09            | 03            | 55            |
| 10   | Ryo Omasa         | 13            | 23            | 04            |               | 17            |

| Rang | Name               | Platzierungen | Platzierungen | Platzierungen | Platzierungen | Platzierungen |
| Rang | Name               | W             | S             | C             | B             | S             |
| ---- | ------------------ | ------------- | ------------- | ------------- | ------------- | ------------- |
| 01   | Deng Lijuan        | 05            | 03            |               | 01            | 04            |
| 02   | Natalia Kałucka    | 02            | 04            | 02            | 05            |               |
| 03   | Jeong Jimin        | 03            |               | 03            | 02            | 05            |
| 04   | Zhang Shaoqin      | 06            |               | 01            | 03            | 06            |
| 05   | Wang Shenyang      | 07            |               | 04            | 04            | 03            |
| 06   | Aleksandra Kałucka | 04            | 02            |               |               |               |
| 07   | Emma Hunt          | 09            | 01            |               |               |               |
| 08   | Giulia Randi       | 08            |               | 07            | 06            |               |
| 09   | Sophia Curcio      | 30            | 08            | 12            | 14            | 11            |
| 10   | Beatrice Colli     | 12            |               | 06            | 07            |               |

## Podestplatzierungen Männer

### Lead
| Datum               | Ort       | 1. Platz        | 2. Platz        | 3. Platz      |
| ------------------- | --------- | --------------- | --------------- | ------------- |
| 12.04. – 14.04.2024 | Wuijang   | Toby Roberts    | Taisei Homma    | Sorato Anraku |
| 26.06. – 30.06.2024 | Innsbruck | Jakob Schubert  | Alexander Megos | Toby Roberts  |
| 12.07. – 14.07.2024 | Chamonix  | Colin Duffy     | Sam Avezou      | Toby Roberts  |
| 17.07. – 19.07.2024 | Briançon  | Zento Murashita | Satone Yoshida  | Shion Omata   |
| 06.09. – 07.09.2024 | Koper     | Toby Roberts    | Sorato Anraku   | Sam Avezou    |
| 02.10. – 06.10.2024 | Seoul     | Sorato Anraku   | Lee Dohyun      | Shion Omata   |

### Boulder
| Datum               | Ort            | 1. Platz       | 2. Platz          | 3. Platz          |
| ------------------- | -------------- | -------------- | ----------------- | ----------------- |
| 08.04. – 10.04.2024 | Keqiao         | Tomoa Narasaki | Sorato Anraku     | Hannes Van Duysen |
| 03.05. – 05.05.2024 | Salt Lake City | Sorato Anraku  | Meichi Narasaki   | Jakob Schubert    |
| 26.06. – 30.06.2024 | Innsbruck      | Sohta Amagasa  | Meichi Narasaki   | Sorato Anraku     |
| 20.09. – 22.09.2024 | Prag           | Lee Dohyun     | Manuel Cornu      | Toby Roberts      |
| 02.10. – 06.10.2024 | Seoul          | Lee Dohyun     | Maximillian Milne | Sohta Amagasa     |

### Speed
| Datum               | Ort            | 1. Platz         | 2. Platz          | 3. Platz          |
| ------------------- | -------------- | ---------------- | ----------------- | ----------------- |
| 12.04. – 14.04.2024 | Wuijang        | Wu Peng          | Samuel Watson     | Ludovico Fossali  |
| 03.05. – 05.05.2024 | Salt Lake City | Samuel Watson    | Noah Bratschi     | Kevin Amon        |
| 12.07. – 14.07.2024 | Chamonix       | Samuel Watson    | Wang Xinshang     | Erik Noya Cardona |
| 17.07. – 19.07.2024 | Briançon       | Ludovico Fossali | Erik Noya Cardona | Long Jianguo      |
| 02.10. – 06.10.2024 | Seoul          | Wang Xinshang    | Ämir Maimuratow   | Kiromal Katibin   |

## Podestplatzierungen Frauen

### Lead
| Datum               | Ort       | 1. Platz       | 2. Platz      | 3. Platz      |
| ------------------- | --------- | -------------- | ------------- | ------------- |
| 12.04. – 14.04.2024 | Wuijang   | Janja Garnbret | Lou Zhilu     | Seo Chae-hyun |
| 26.06. – 30.06.2024 | Innsbruck | Janja Garnbret | Seo Chae-hyun | Ai Mori       |
| 12.07. – 14.07.2024 | Chamonix  | Ai Mori        | Jessica Pilz  | Mei Kotakte   |
| 17.07. – 19.07.2024 | Briançon  | Mei Kotake     | Laura Rogora  | Mattea Pötzi  |
| 06.09. – 07.09.2024 | Koper     | Janja Garnbret | Jessica Pilz  | Annie Sanders |
| 02.10. – 06.10.2024 | Seoul     | Jessica Pilz   | Ai Mori       | Annie Sanders |

### Boulder
| Datum               | Ort            | 1. Platz         | 2. Platz                  | 3. Platz          |
| ------------------- | -------------- | ---------------- | ------------------------- | ----------------- |
| 08.04. – 10.04.2024 | Keqiao         | Janja Garnbret   | Camilla Moroni            | Lou Zhilu         |
| 03.05. – 05.05.2024 | Salt Lake City | Natalia Grossman | Oriane Bertone            | Naïlé Meignan     |
| 26.06. – 30.06.2024 | Innsbruck      | Janja Garnbret   | Jennifer Eucharia Buckley | Anastasia Sanders |
| 20.09. – 22.09.2024 | Prag           | Natalia Grossman | Naïlé Meignan             | Oceania Mackenzie |
| 02.10. – 06.10.2024 | Seoul          | Annie Sanders    | Zélia Avezou              | Erin McNeice      |

### Speed
| Datum               | Ort            | 1. Platz        | 2. Platz            | 3. Platz      |
| ------------------- | -------------- | --------------- | ------------------- | ------------- |
| 12.04. – 14.04.2024 | Wuijang        | Natalia Kałucka | Aleksandra Mirosław | Jeong Jimin   |
| 03.05. – 05.05.2024 | Salt Lake City | Emma Hunt       | Aleksandra Kałucka  | Deng Lijuan   |
| 12.07. – 14.07.2024 | Chamonix       | Natalia Kałucka | Zhang Shaoqin       | Jeong Jimin   |
| 17.07. – 19.07.2024 | Briançon       | Deng Lijuan     | Jeong Jimin         | Zhang Shaoqin |
| 02.10. – 06.10.2024 | Seoul          | Zhou Yafei      | Rajiah Sallsabillah | Wang Shenyang |